# Avianca Ecuador
Avianca Ecuador è una compagnia aerea dell'Ecuador ed è una sussidiaria di Avianca. Il vettore ha sede a Quito mentre i suoi hub principali sono l'Aeroporto Internazionale Mariscal Sucre e l'Aeroporto Internazionale José Joaquín de Olmedo.

## Storia
AeroGal è stata fondata nel 1986 e nell'ottobre 2009 il vettore, ha annunciato la sua fusione con la compagnia aerea colombiana Avianca e la compagnia aerea salvadoregna TACA. Avianca detiene la maggioranza della compagnia aerea con oltre l'81%; inoltre, ha effettuato un investimento di 7,2 milioni di dollari per rafforzare e modernizzare l'azienda. Nonostante l'acquisto da parte di Avianca, AeroGal ha continuato ad utilizzare la sua identità separata fino al 2014 quando il 18 giugno dello stesso anno è stata ribattezzata in Avianca Ecuador.

## Flotta

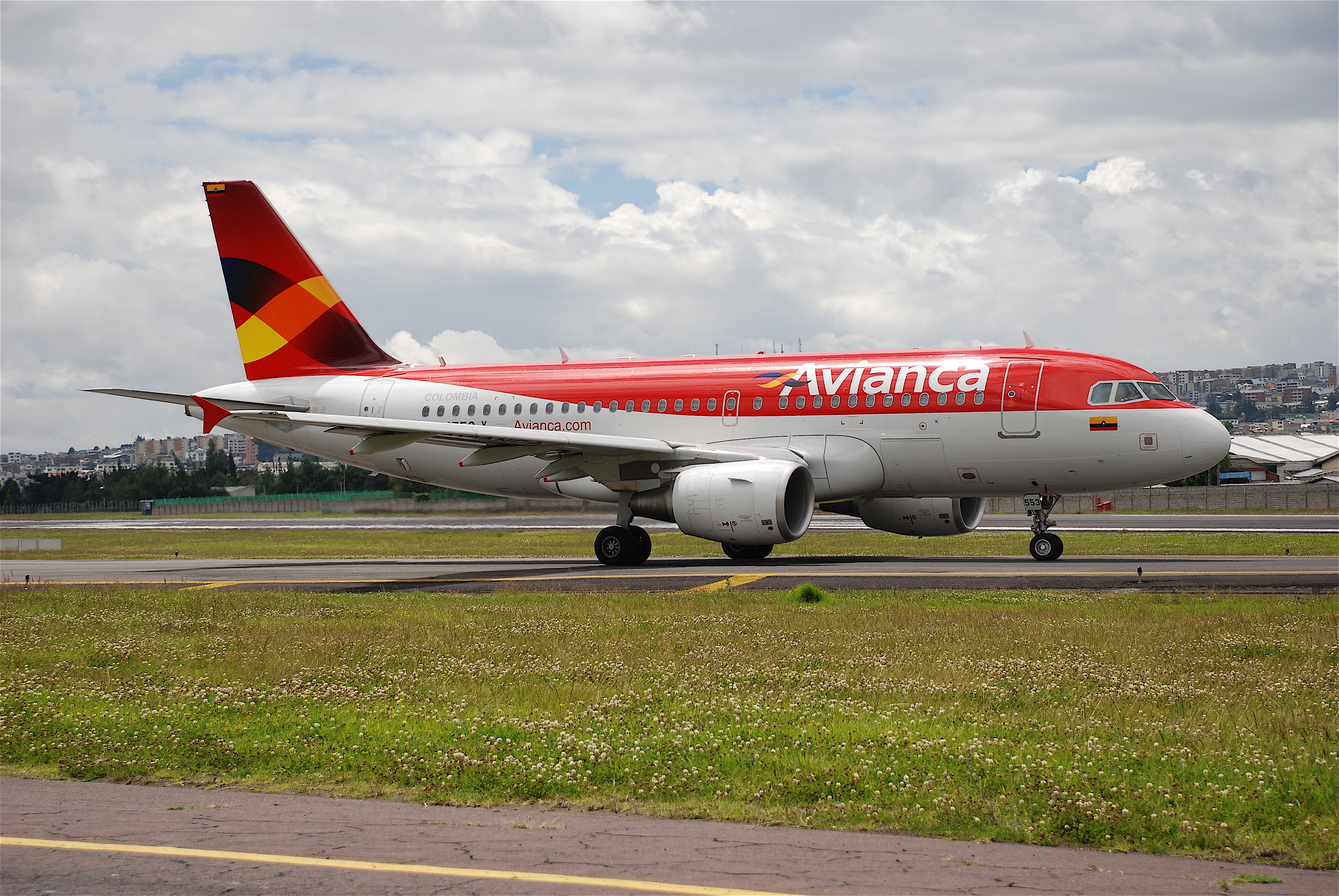
Un Airbus A319-100 di Avianca Ecuador.

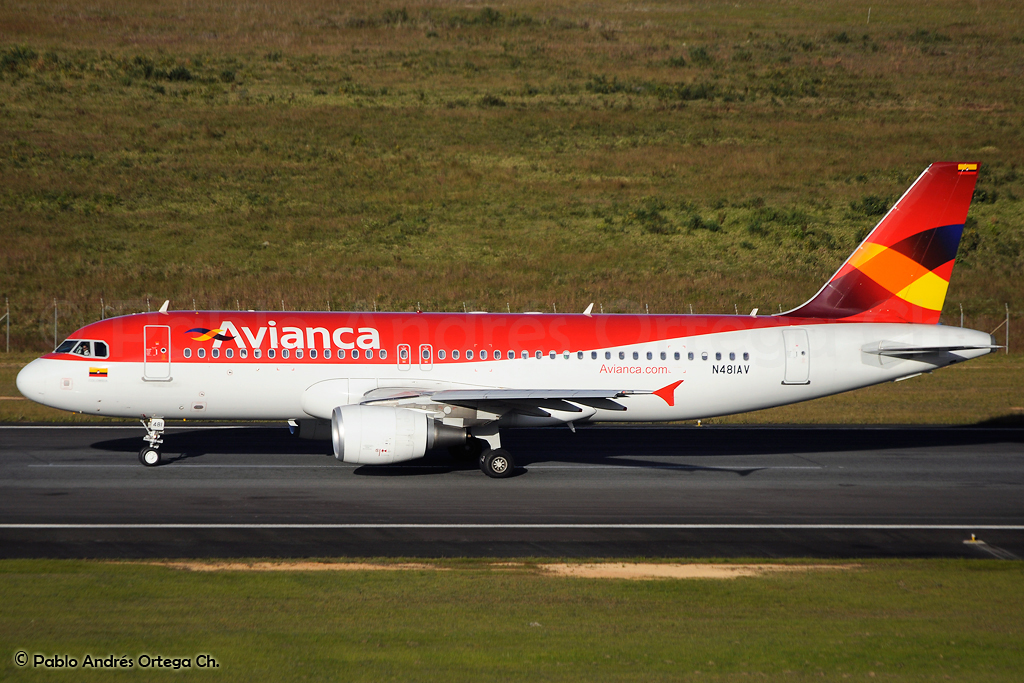
Un Airbus A320-200 di Avianca Ecuador

A gennaio 2020 la flotta Avianca Ecuador risulta composta dai seguenti aerei:
| Aereo           | In flotta | Ordini | Passeggeri | Passeggeri | Passeggeri | Note |
| Aereo           | In flotta | Ordini | C          | Y          | Totale     | Note |
| --------------- | --------- | ------ | ---------- | ---------- | ---------- | ---- |
| Airbus A319-100 | 4         | —      | 12         | 108        | 120        |      |
| Airbus A320-200 | 6         | —      | 12         | 138        | 150        |      |
| Totale          | 10        |        |            |            |            |      |

## Flotta storica

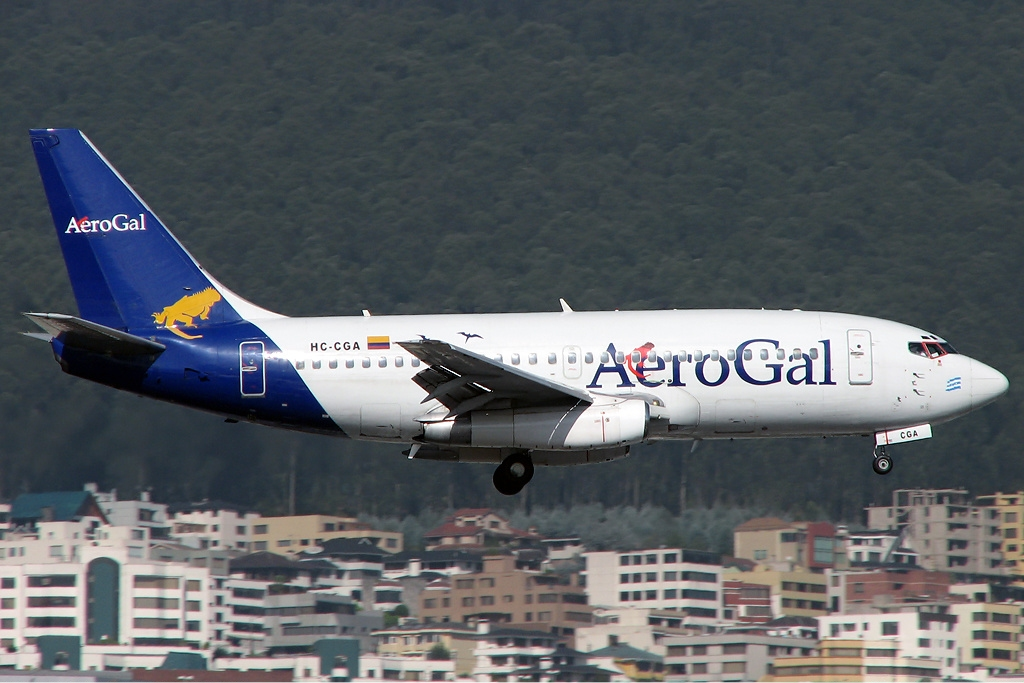
Un Boeing 737-200 di AeroGal.

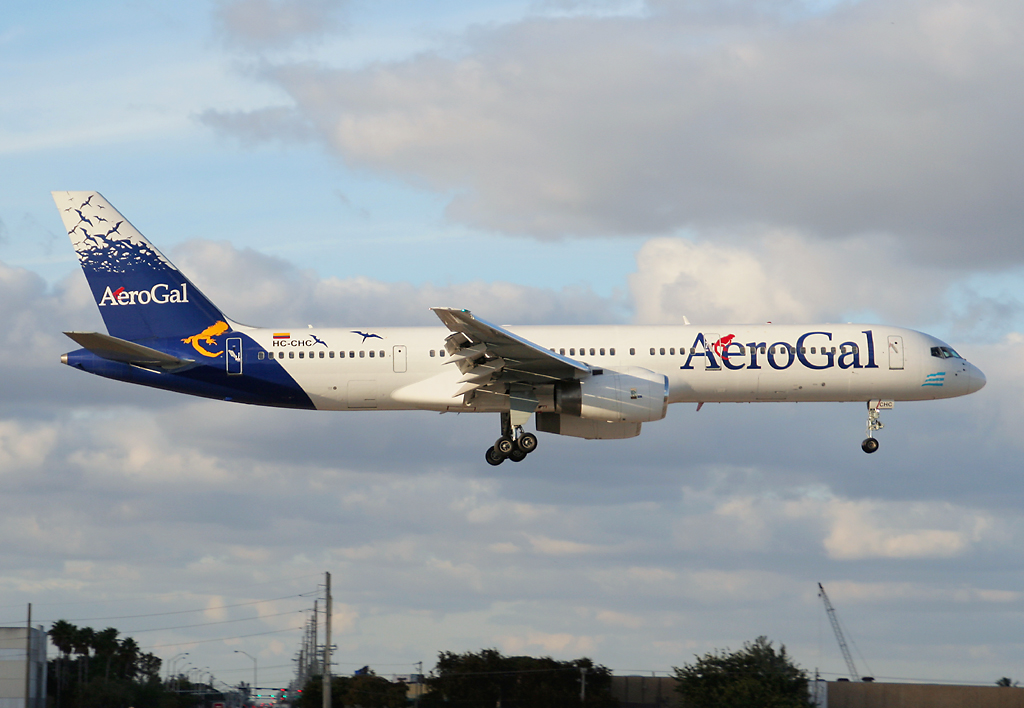
Un Boeing 757-200 di AeroGal.

Nel corso degli anni Avianca Ecuador ha operato con i seguenti modelli di aeromobili:
- Boeing 737-200
- Boeing 737-300
- Boeing 757-200
- Boeing 767-300ER